# Daping Zhen (köping)
Daping Zhen (kinesiska: 大坪, 大坪镇) är en köping i Kina. Den ligger i provinsen Yunnan, i den sydvästra delen av landet, omkring 290 kilometer sydost om provinshuvudstaden Kunming. Antalet invånare är 24 568. Befolkningen består av 11 690 kvinnor och 12 878 män. Barn under 15 år utgör 20,0 %, vuxna 15-64 år 70 %, och äldre över 65 år 9,0 %.
Genomsnittlig årsnederbörd är 1 717 millimeter. Den regnigaste månaden är juli, med i genomsnitt 375 mm nederbörd, och den torraste är februari, med 15 mm nederbörd.